# NGC 467

NGC 467

NGC 467 هي مجرة تتبع كوكبة الحوت. اكتشفها ويليام هيرشل في 8 أكتوبر 1785.

## روابط خارجية
- NGC 467 على موقع ويكي سكاي: DSS2, SDSS, GALEX, IRAS, Hydrogen α, X-Ray, Astrophoto, Sky Map, Articles and images